# Ernst Neuwiem
Ernst Neuwiem, auch Erhard Neuwiem, (* 6. Januar 1889 in Schweidnitz; † 11. November 1943 in Münster) war ein deutscher Staatsrechtslehrer.
Neuwiem studierte von 1908 bis 1911 Rechtswissenschaft und Staatswissenschaft an der Universität Breslau und wurde 1912 dort promoviert. Er war von 1915 bis 1919 Gerichtsassessor und habilitierte sich 1916 an der Universität Breslau. 1920 wurde er an die Universität Greifswald berufen und wechselte 1930 an die Universität Münster. Im November 1943 kam er bei einem Bombenangriff auf Münster ums Leben.
Neuwiem war 1922 Gründungsmitglied der Vereinigung der deutschen Staatsrechtslehrer.

## Veröffentlichungen (Auswahl)
- Der Uebergang des Besitzes der zum Nachlasse gehörigen Sachen auf den Nacherben, Fleischmann, Breslau 1912.
- Die kommunalen Zweckverbände in Preußen auf Grund des gemein-preußischen Zweckverbandsgesetzes vom 19. Juli 1911 zugleich ein Beitrag zur Lehre von Gemeindeverbindungen, Krumbhaar, Liegnitz 1919.
- (zusammen mit Friedrich Giese und Ernst Cahn): Deutsches Verwaltungsrecht, Spaeth u. Linde, Berlin 1930.